# Blaps
A Blaps  a rovarok (Insecta) osztályának a bogarak (Coleoptera) rendjéhez, ezen belül a mindenevő bogarak (Polyphaga) alrendjéhez és a gyászbogárfélék (Tenebrionidae) családjához tartozó nem.

## Elterjedésük
A génusz fő elterjedési területe a palearktikus faunatartomány, de egyes fajai Indiában és Kína déli részén is előfordulnak. Több, mint 200 faját tartják nyilván, Magyarországon 5 (vagy hat) faj található meg.

## Megjelenésük
Fejük a testhez viszonyítva nem túl nagy, a szemek mögött enyhén befűzött. 11-ízű csápjuk zsinórszerű, a vége felé enyhén vastagodó, a 3. csápíz igen hosszú. Előtora lapos, kb. olyan széles, mint hosszú; finoman szegélyezett.
Szárnyfedői hosszúkás tojásdad alakúak, farokszerű nyúlványban végződnek, varratuknál összenőttek. Lábaik, kiváltképp a lábfejek hosszúak, és vékonyak. Lábfejei a gyászbogárszerűek családsorozatára jellemző módon 5-5-4 ízűek, tehát a hátulsó lábfej csak négy ízből áll. Az elülső lábszár végén 2 végtüske található. Lábfejeik nem lapítottak.

## Hazai fajok
Hazánkban 4, egymáshoz elég hasonló Blaps-faj él. Köztük a karomízek alakulása, a hímek haslemezeinek alakulása és a szárnyfedők alakja alapján lehet különbséget tenni.
A Magyarországon előforduló fajok:
- Déli bűzbogár (Blaps abbreviata) (Ménétriés, 1836)
- Pontusi bűzbogár (Blaps halophila) (Fischer von Waldheim, 1822)
- Közönséges bűzbogár (Blaps lethifera) (Marsham, 1802)
- Halottbűzű bogár vagy hosszúlábú bűzbogár (Blaps mortisaga) (Linnaeus, 1758)

Régi szakirodalmi források Magyarországról is említik, de a mai határainkon belül nem fordul elő:
- Púpos bűzbogár (Blaps mucronata) (Latreille, 1804)